# 大芦湖
大芦湖是一个位于中国山东省高青县的湖泊，面积约为3.5平方千米，平均水深约为1.2米，并成为重点水源保护地，是淄博市引黄供水工程的调蓄水库，占地面积8400亩。